# Малграте
Малграте (итал. Malgrate) је насеље у Италији у округу Леко, региону Ломбардија.
Према процени из 2011. у насељу је живело 4216 становника. Насеље се налази на надморској висини од 230 м.

## Становништво
Према резултатима пописа становништва 2011. у општини је живело 4.216 становника.
| 1931. | 1936. | 1951. | 1961. | 1971. | 1981. | 1991. | 2001. | 2011. |
| ----- | ----- | ----- | ----- | ----- | ----- | ----- | ----- | ----- |
| 1.412 | 1.542 | 1.928 | 2.110 | 3.631 | 3.914 | 4.137 | 4.207 | 4.216 |

## Партнерски градови
- Lavarone